# غلامعلی سلیمانی
غلامعلی سلیمانی (زاده ۲۵ خرداد ۱۳۲۵ در آمل) کارآفرین و مدیر اهل ایران، بنیان‌گذار هلدینگ سولیکو است. سولیکو دارای بیش از ۲۰ زیر مجموعه است که شرکت فراورده‌های گوشتی کاله و فراورده‌های لبنی کاله بزرگترین و مطرح‌ترین آن محسوب می‌شوند.

## زندگی‌نامه و فعالیت
پدر سلیمانی وکیل دادگستری و مادر او خانه‌دار بود. او دوران دانشگاهی‌اش را در دانشگاه ملی ایران گذراند و مدرک لیسانس رشته ریاضی‌فیزیک را از دانشکده علوم ریاضی دانشگاه ملی ایران در سال ۱۳۵۰ دریافت کرد و بعد به سربازی رفت او در دوران سربازی هم کار می‌کرد، یک روز به دانشسرا می‌رفت و درس می‌داد و بقیه روزها هم تدریس خصوصی می‌کرد اما در ادامه راه و در سال ۱۳۵۲ کار رسمی خود را از بازارچه سعدی و با فروش لوازم‌یدکی خودرو ادامه داد. سلیمانی در سال ۱۳۵۰ تا ۱۳۵۷ که به صورت جدی کار را شروع کرد، دو شرکت تأسیس کرد، شرکت پروفورم و شرکت دیگری هم به نام مارکتینگ سرویس‌اند. ریسرچ به معنی ایران شما که با یک آمریکایی و یک هندی تأسیس کرده بود. سلیمانی بعدها در سال ۱۳۵۶، در مکان فعلی شرکت کاله کار خود را با توزیع شیر آغاز نمود، او این مکان را از خواهر بزرگترش اجاره کرده بود. پخش سوسیس و کالباس را با شرکت کالباس‌سازی گیلان آغاز کرد. سلیمانی بعدها با میکائیلیان همکاری نمود و بعد در مغازه‌ای به تولید همبرگر مشغول شد و بعد شرکتی در شیراز به نام دمس بنیان نهاد. در همان اوایل انقلاب، وزیر وقت آن زمان وزارت صنایع، معادن از سلیمانی درخواست نمود تا برای حل اختلاف وزارتخانه و شیلات ایران به جنوب کشور برود و محصولات دریایی را تولید کند. او به دَیِر، بوشهر و چند شهر دیگر رفت تا مشکلات پیش‌آمده را از میان بردارد.
سلیمانی در این سفر متوجه حجم بالای ماهی دور ریخته شده در این کارخانه‌ها شد و برای این موضوع هم راه‌حلی پیدا کرد. در تهران، یکی از کارخانه‌ها مجهز به دستگاه جداسازی گوشت از استخوان شد تا با استفاده از آن استخوان‌های ماهی را از گوشت جدا نماید. سلیمانی در عید سال ۱۳۶۹ برای دیدن یکی از دوستان خود به آمل رفت و بعد از صحبت‌های زیاد او را متقاعد کرد تا شیر را از خانه جمع‌آوری کند و از شیر ماست تولید کنند و این سنگ بنای ایجاد کارخانه کاله شد. سلیمانی پس از مدتی در سال ۱۳۷۰ شرکت لبنی کاله را به عنوان یکی از شرکت‌های گروه سولیکو تأسیس کرد و فعالیت این کارخانه با ماشین آلات وارداتی دسته دوم از آلمان آغاز شد. او در حال حاضر صاحب ۴۰ شرکت و ۲۰ کارخانه است. سلیمانی تنها ایرانی است که توانسته با شرکت‌های بزرگ غذایی و صنعتی جهان مانند نستله، دنون، کمپینا، بل، هکلند و ایمی برای همکاری صحبت دوجانبه داشته باشد. سلیمانی در ورزش هم سرمایه‌گذاری بزرگی انجام داد و باشگاه ورزشی کاله را بنیانگذاری کرد.

## جوایز و افتخارات
در ۱ مهر ۱۳۹۵ نشان عالی مدیر شایسته ملی توسط رئیس‌جمهور ایران حسن روحانی به غلامعلی سلیمانی اهدا شد و همچنین مدال افتخار ملی صادرات به برند کاله که با مدیریت وی اداره می‌شود به سلیمانی تعلق گرفت. سلیمانی در سال ۲۰۱۵ به عنوان نخبه اقتصادی در جهان اسلام و یکی از افراد تأثیرگذار در حوزه اقتصاد از سوی مرکز تجارت بین‌الملل سازمان همکاری‌های اسلامی در مالزی معرفی شد.
سلیمانی در سال ۱۳۹۶ تندیس و نشان امین الضرب را از اتاق بازرگانی، صنایع، معادن و کشاورزی در تالار وحدت دریافت نمود.
- دریافت تندیس جشنواره رهبران کارآفرین ۱۳۹۶
- دریافت نشان و تندیس امین‌الضرب اتاق بازرگانی، صنایع، معادن و کشاورزی ایران ۱۳۹۶
- دریافت تندیس مشتری نمونه بانک کشاورزی ۱۳۹۶
- دریافت تندیس انستیتو تحقیقات تغذیه ای و صنایع غذایی ۱۳۹۶
- دریافت تندیس کارآفرین برتر چهارمین جشنواره رهبران کارآفرین دانشکده کارآفرینی دانشگاه تهران ۱۳۹۵
- دریافت نشان Citizen X تداکس تهران ۲۰۱۵
- دریافت جایزه بین‌المللی MWB نخبه اقتصادی از ششمین دوره نمایشگاه و کنفرانس تجارت و سرمایه‌گذاری جهان اسلام مالزی ۲۰۱۵
- دریافت نشان عالی مدیر شایسته ملی توسط حسن روحانی ۱۳۹۵
- کارفرمای نمونه کشوری استان مازندران ۱۳۹۴
- دریافت نشان عالی مدیر شایسته ملی از اجلاس مدیر شایسته ملی ۱۳۹۳